# Kaława (przystanek kolejowy)
Kaława – przystanek kolejowy na linii nr 375 w Kaławie, w gminie Międzyrzecz, w województwie lubuskim, w Polsce.